# چیئه ناکانه
چیئه ناکانه (انگلیسی: Chie Nakane; ۳۰ نوامبر ۱۹۲۶ – ۱۲ اکتبر ۲۰۲۱) انسان‌شناس، و نویسنده اهل ژاپن بود.
وی همچنین برندهٔ جوایزی همچون شخصیت دارای شایستگی فرهنگی و نشان فرهنگ شده است.